# Проскура, Нина Владимировна
Ни́на Влади́мировна Проску́ра (укр. Ніна Володимирівна Проскура; род. 1 ноября 1974, Запорожье) — украинская гребчиха, выступала за сборную Украины по академической гребле в период 1998—2012 годов. Чемпионка мира, бронзовая призёрка чемпионата Европы, победительница регат национального и международного уровня, участница летних Олимпийских игр в Сиднее. Мастер спорта Украины международного класса (1998).

## Биография
Нина Проскура родилась 1 ноября 1974 года в городе Запорожье Украинской ССР. Заниматься академической греблей начала в 1989 году, проходила подготовку в Днепропетровске в спортивном клубе «Дзержинка».
Наибольшего успеха в своей спортивной карьере добилась в сезоне 1998 года, когда вошла в основной состав украинской национальной сборной и на чемпионате мира в Кёльне совместно с Татьяной Фесенко, Евгенией Андреевой и Татьяной Савченко одержала победу среди безрульных четырёхместных экипажей. За это выдающееся достижение по итогам сезона удостоена почётного звания «Мастер спорта Украины международного класса».
В 1999 году на мировом первенстве в Сент-Катаринсе попала в финал «Б» в зачёте безрульных двоек.
Благодаря череде удачных выступлений удостоилась права защищать честь страны на летних Олимпийских играх 2000 года в Сиднее. Стартовала здесь вместе с Евгенией Андреевой в программе женских двоек без рулевой, но сумела отобраться только в утешительный финал «Б», где заняла второе место — таким образом расположилась в итоговом протоколе соревнований на восьмой строке.
После сиднейской Олимпиады Проскура осталась в составе гребной команды Украины и продолжила принимать участие в крупнейших международных соревнованиях. Так, она стартовала в разных дисциплинах на чемпионатах мира 2001, 2002, 2003, 2004, 2006 и 2011 годов, но ни на одной из этих регат попасть в число призёров не смогла. Одно из последних серьёзных достижений на международном уровне — бронзовая награда в восьмёрках на чемпионате Европы 2011 года в Пловдиве.
Пыталась пройти отбор на Олимпийские игры 2012 года в Лондоне, однако на олимпийской квалификационной регате в Люцерне показала лишь четвёртый результат.